# Église Saint-Amé de Plombières-les-Bains
L'église Saint-Amé ou Saint-Amé-et-Saint-Blaise est l'église paroissiale de Plombières-les-Bains dans le département des Vosges.
L'église est protégée en tant que monument historique depuis 1995. Elle a été inscrite à l'inventaire supplémentaire le 20 juillet 1995, faisant suite au classement de l’ensemble des mobiliers en mai 1982.

## Situation paroissiale
L'église Saint-Amé est une église paroissiale du diocèse de Saint-Dié. Elle constitue l'une des trois églises de la paroisse Notre-Dame-des-Sources qui regroupe les clochers de Plombières-les-Bains (église Saint-Amé), Ruaux (église Saint Jean-Baptiste) et Bellefontaine (église Saint-Blaise).
Les trois églises sont gérées par un prêtre modérateur.

## Historique

### Édifices antérieurs
En 1390, un seigneur lorrain et sa femme fondèrent à Plombières un hôpital et une chapelle qui servit pendant trois siècles et demi d'église paroissiale.
La chapelle primitive tombait en ruine vers le commencement du XVIIIe siècle et il y eut alors nécessité de la remplacer.
Une première église paroissiale Saint-Amé-et-Saint-Blaise fut édifiée en 1729, bâtiment de taille modeste sans style.
Elle dépendait du prieuré d'Hérival et était desservie par un chanoine régulier de cette maison avant la Révolution française.

### Église actuelle

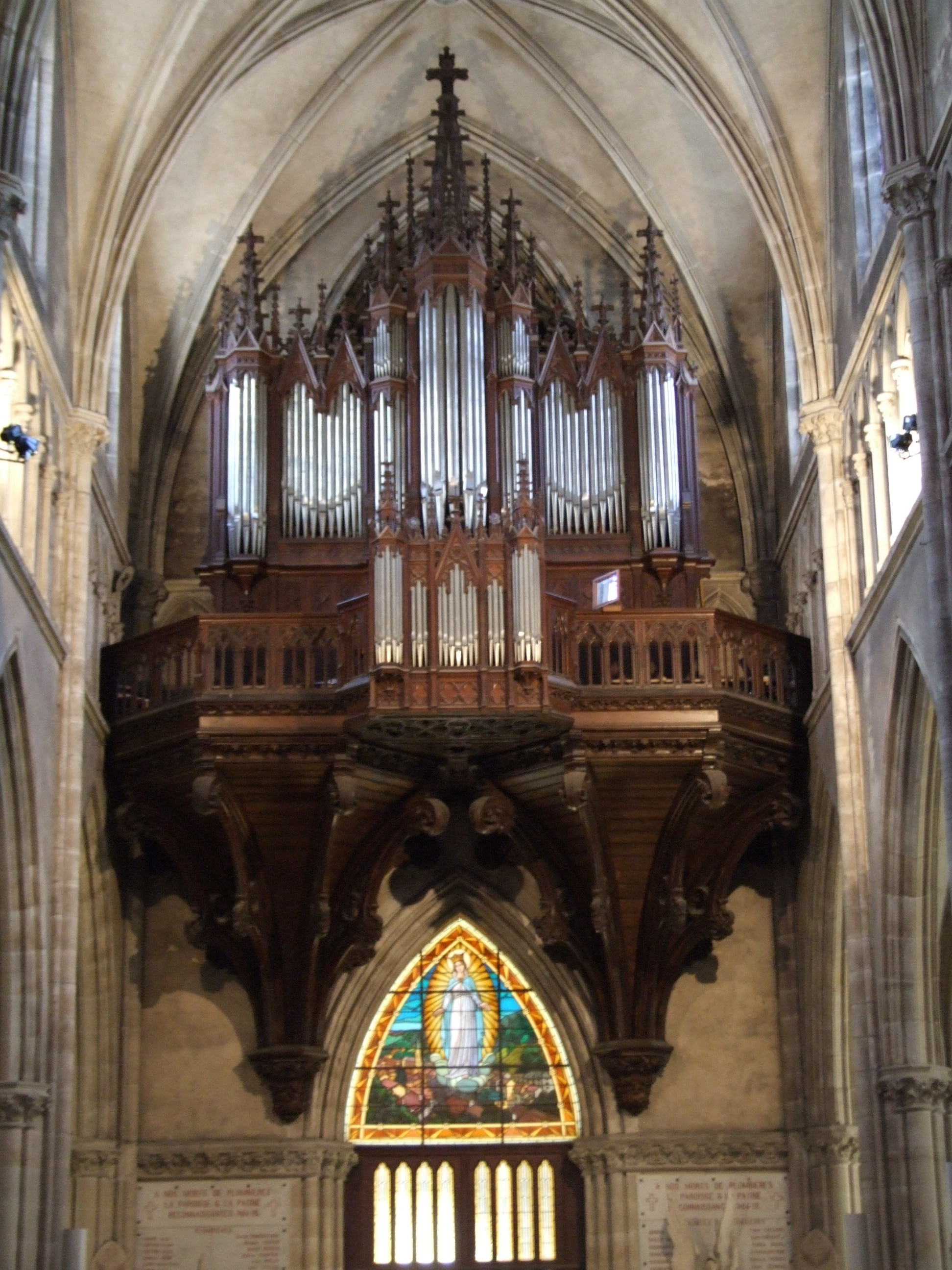
Orgue de l'église Saint-Amé de Plombières-les-Bains.

L'église paroissiale Saint-Amé-et-Saint-Blaise a été reconstruite sur un projet de l'abbé Balland, avec l'aide financière de l'empereur Napoléon III, de 1857 à 1860[Passage contradictoire], en remplacement de la première église construite en 1729, jugée vétuste et trop exiguë dès 1849. Cette même année, la commune demande un devis à l'architecte Léon Charles Grillot.
En 1852, le conseil de fabrique sollicite du préfet l'autorisation d'organiser une loterie pour financer les travaux (elle aura lieu en 1856, de pair avec une souscription). Malgré l'opposition ferme, en 1857, des habitants du quartier de l'église qui jugent la reconstruction de l'église dispendieuse, la municipalité s'en remet à l'empereur, qui se prononce en faveur d'un nouvel édifice, sur le chemin de Saint-Loup.
Le curé, suivi d'une partie des habitants, propose un nouvel emplacement, perpendiculaire à la vallée, bientôt abandonné à la suite de la visite de l'empereur, le 18 juillet 1858, qui offre 5 000 francs. On décide alors de construire l'église sur la rive gauche de l'Augronne, couverte pour la circonstance et l'on détruit plusieurs maisons achetées par l'empereur ainsi que des terrains pour 112 640 francs. L'ancienne église Saint-Blaise fut démolie en 1857, et dès 1858, les travaux d'édification de la nouvelle commencèrent d'après les plans de l'architecte Léon-Charles Grillot, soumis à l'examen du célèbre architecte Eugène Viollet-le-Duc.
La construction de la nouvelle église fut financée par Napoléon III pour accueillir toutes les personnes de la vie mondaine. L'église Saint-Blaise d'origine était trop petite pour accueillir les crinolines. Pendant la construction de la nouvelle église, les messes étaient célébrées sur la promenade des Dames.
On choisit le style gothique du XIVe siècle, en remplacement de l'avant-projet de style roman. Les travaux sont réalisés par l'entrepreneur Charles Petit, de Charmes (puis Plombières) et le charpentier Nicolas Deschaseaux ; la tour n'est achevée qu'en 1860, avec une aide personnelle de l'empereur. Au cours de l'été 1860, le gros œuvre étant virtuellement terminé, l'abbé Balland décida de célébrer le 15 août, jour de l'Assomption et fête de l'empereur, l'office divin dans la nouvelle église.
Le maître-autel est consacré le 18 août 1863 par Mgr Caverot, évêque de Saint-Dié ; en 1864, le sculpteur Maguin, de Metz, réalise la sculpture du portail ; en 1882, le menuisier Klem agrandit la tribune d'orgue sur des plans de l'architecte Curvat. L'ornementation et l'ameublement de l'église ne furent terminés qu'en 1905.

## Architecture

### Généralités

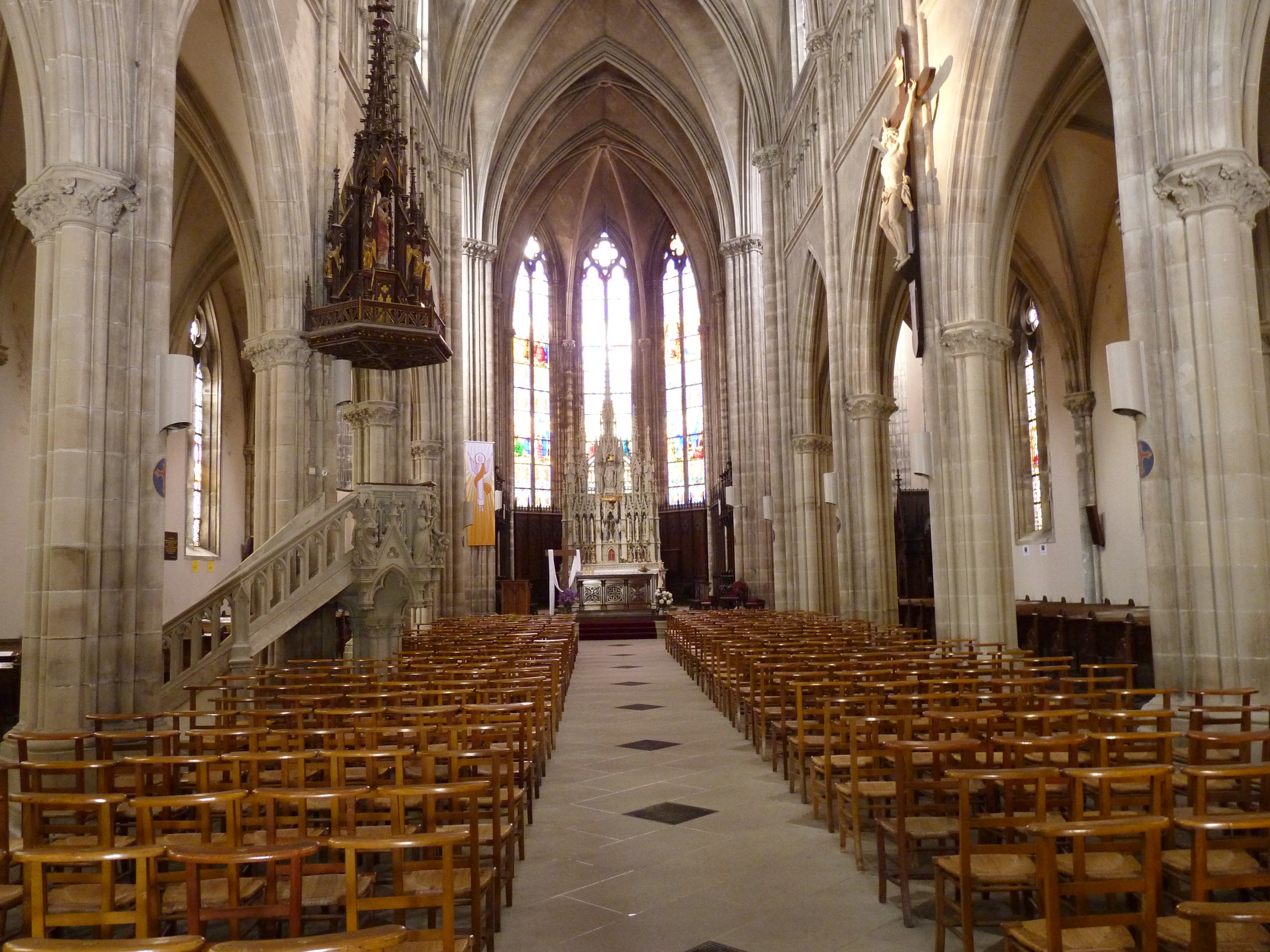
Nef de l'église Saint-Amé de Plombières-les-Bains.

L'église actuelle est de style ogival néogothique à plan basilical. Elle est principalement construite en pierre de taille de grès vosgien. L'élévation intérieure se compose de trois vaisseaux. Le vaisseau central aboutit aux grandes verrières du chœur. Deux nefs plus basses, également sur croisées d'ogives, assurent l'équilibre de l'ensemble. Le transept à la même hauteur que la voûte principale et en forme de croix dégage à l'avant-chœur un volume exceptionnel.
D'après le devis de l'architecte Charles-Léon Grillot, conseillé par Eugène Viollet-le-Duc, l'édifice mesure 58 mètres de longueur, 16,50 mètres de largeur et 18,50 mètres de hauteur sous voûte.
La façade occidentale, les contreforts et arcs-boutants et les piles sont composées de pierre de taille de grès. Les voûtains sont en brique. Des toits en appentis se trouvent sur les bas-côtés. Des croupes se trouvent sur les bras du transept avec une croupe polygonale sur le chœur. La flèche polygonale est munie d'arêtiers en fonte de fer. Les pinacles et chapiteaux sont ornés de décors végétaux. Des gargouilles se trouvent sur la tour-clocher.
La flèche culmine à 61 m, on y distingue la couronne impériale en remerciement et en l’honneur de l’empereur Napoléon III.
L'édifice reste fragile, avec une pierre friable sensible au climat et à la pollution nécessitant un entretien constant et très lourd.

### Patrimonialité
L'église est protégée en tant que monument historique depuis 1995.
Elle a été inscrite à l'inventaire supplémentaire le 20 juillet 1995, faisant suite au classement de l’ensemble des mobiliers en mai 1982.

### Restauration
La toiture fit l'objet d'une restauration complète, débutée en septembre 2017 et terminée en octobre 2019, permise par de nombreux dons rassemblés par l'Association de soutien à la restauration de l'église.